# 5'-Fosforibozil-4-karboksi-5-aminoimidazol
5'-Fosforibozil-4-karboksi-5-aminoimidazol (CAIR) je intermedijer pri formiranju purina.
On se formira posredstvom enzima fosforibozulaminoimidazol karboksilaza.

## Literatura
- David L. Nelson; Michael M. Cox (2005). Principles of Biochemistry (IV изд.). New York: W. H. Freeman. ISBN 0-7167-4339-6.
- Donald Voet; Judith G. Voet (2005). Biochemistry (3 изд.). Wiley. ISBN 9780471193500.